# Béla Baghy
Dans le nom hongrois Baghy Béla, le nom de famille précède le prénom, mais cet article utilise l’ordre habituel en français Béla Baghy, où le prénom précède le nom.
Béla Baghy de Szécsény, né le 2 avril 1871 et mort le 2 juin 1918 à Kengyel, en Hongrie, est un juriste et homme politique hongrois.

## Biographie
Il étudie le droit à Vienne et à Budapest et devient docteur en science politique. Exploitant de son domaine de Domony (Baghy-major), il est magistrat en chef du comitat de Csongrád et député au parlement de Hongrie (1901-1905) comme représentant du Parti libéral et de Kunszentmárton. Versé dans l'équitation, il écrit des articles dans le Vadász és Versenylap (hu), journal national de référence de l'élevage équin, dans les premières années du XXe siècle.
L'arrêt de train "Bagimajor" (anciennement Baghy-major) sur la ligne de Szolnok à Hódmezővásárhely porte son nom.

### Famille
Son épouse est Irén Kandó de Egerfarmos (1879-1947), collectionneuse d'art, présidente de l'"Association nationale Franz Liszt" (Országos Liszt Ferenc Társaság) et sœur de Kálmán Kandó, membre de Académie hongroise des sciences. Baghy est également le beau-frère, par sa sœur Lujza (1873-1963), de Gézá Beliczey (hu) (1863-1938), parlementaire et vice-président de l'Association économique nationale hongroise. Sa sœur Erzsebet (1874-1958) est l'épouse de l'artiste peintre Menyhért Both de Bothfalva (1857-1916).

## Sources
- Révai nagy lexikona I. (A–Baj). Főszerk.: Kollega Tarsoly István. Szekszárd, 1996, Babits. 828. o.  (ISBN 963-901-595-4)
- Pál Gulyás : Magyar írók élete és munkái ("Vie et œuvres d'écrivains hongrois") I–XIX. Ed. Magyar Könyvtárosok és Levéltárosok Egyesülete, Budapest. 1939–1944. Révision János Viczián, 1990–2002.
- Béla Kempelen: Magyar nemes családok I–XI. Budapest, Grill Károly Könyvkiadóvállalata, 1911–1932.